# ジョン・ヘンソン
ジョン・アレン・ヘンソン  (John Allen Henson 1990年12月28日 - )は、アメリカ合衆国・ノースカロライナ州グリーンズボロ出身のプロバスケットボール選手。ポジションはパワーフォワード。

## 来歴

### 高校・大学
テキサス州とフロリダ州の高校を卒業後、大学は地元のノースカロライナ大学に進学。3年生時の2011-12シーズンは平均13,8得点9.9リバウンド2.9ブロックを記録したところで2012年のNBAドラフトにアーリーエントリーを表明。全体14位でミルウォーキー・バックスから指名された。

#### カレッジ個人成績
| シーズン | チーム               | GP | GS | MPG  | FG%  | 3P%  | FT%  | RPG  | APG | SPG | BPG | PPG  |
| -------- | -------------------- | -- | -- | ---- | ---- | ---- | ---- | ---- | --- | --- | --- | ---- |
| 2009–10  | ノースカロライナ大学 | 37 | 12 | 15.8 | .486 | .222 | .438 | 4.4  | .9  | .7  | 1.6 | 5.7  |
| 2010–11  | ノースカロライナ大学 | 37 | 36 | 26.7 | .500 | .167 | .482 | 10.1 | .8  | .6  | 3.2 | 11.7 |
| 2011–12  | ノースカロライナ大学 | 35 | 34 | 29.1 | .500 | .000 | .511 | 9.9  | 1.3 | .6  | 2.9 | 13.7 |

### ミルウォーキー・バックス
2012年6月28日、2012年のNBAドラフト1巡目14位でミルウォーキー・バックスに指名され、
、7月10日にルーキースケール契約を結んだ。ルーキーシーズンの2013年4月10日に、対オーランド・マジック戦で、17得点25リバウンド、7ブロックの好成績を記録した。
2年目の2013-14シーズンは平均11得点7.4リバウンドを記録し成長の跡を見せたが、2014-15シーズンは7得点4.7リバウンドと低迷。しかしプレーオフでのシカゴ・ブルズ戦では8得点8.8リバウンドと、パウ・ガソルやジョアキム・ノアを相手に奮闘した。
2015年10月2日、バックスと4年4500万ドルの延長契約を結んだ。
2016年10月29日のブルックリン・ネッツ戦では、108-108の同点で迎えた第4クォーター残り数秒の場面で、決勝ブザービーターティップインショットを決め、シーズン初勝利をもたらした。
しかし、以降はグレッグ・モンローの不調やソン・メイカーの伸び悩みなどで重宝されるも、オフェンス面で伸び悩み、更に慢性的な右肩の負傷や、2018年にブルック・ロペスが加入したことで、その存在感が薄くなっていった。

### クリーブランド・キャバリアーズ
2018年12月7日、マシュー・デラベドバ、ジョージ・ヒルらとのトレードでクリーブランド・キャバリアーズへ移籍した。

### デトロイト・ピストンズ
2020年2月6日、アンドレ・ドラモンドとのトレードでブランドン・ナイトと共にデトロイト・ピストンズへ移籍。2019-20シーズン終了後に解雇された。

## プレースタイル
リーチが長く、リバウンドとブロックショットて力を発揮するタイプの選手である。しかしまだ線が細い為に当たり負けする時もあるだけに、肉体的な成長が望まれているところである。

## NBA個人成績

### レギュラーシーズン
| シーズン | チーム | GP  | GS  | MPG  | FG%  | 3P%  | FT%  | RPG | APG | SPG | BPG | PPG  |
| -------- | ------ | --- | --- | ---- | ---- | ---- | ---- | --- | --- | --- | --- | ---- |
| 2012–13  | MIL    | 63  | 9   | 13.1 | .482 | .000 | .533 | 4.7 | .5  | .3  | .7  | 6.0  |
| 2013–14  | MIL    | 70  | 23  | 26.5 | .538 | .000 | .514 | 7.1 | 1.6 | .6  | 1.7 | 11.1 |
| 2014–15  | MIL    | 67  | 11  | 18.3 | .566 | –    | .569 | 4.7 | .9  | .4  | 2.0 | 7.0  |
| 2015–16  | MIL    | 57  | 1   | 16.8 | .564 | .000 | .590 | 3.9 | .9  | .3  | 1.9 | 7.0  |
| 2016–17  | MIL    | 58  | 39  | 19.4 | .515 | .000 | .692 | 5.1 | 1.0 | .5  | 1.3 | 6.8  |
| 2017–18  | MIL    | 76  | 69  | 25.9 | .572 | .143 | .570 | 6.8 | 1.5 | .6  | 1.4 | 8.8  |
| 2018–19  | MIL    | 14  | 0   | 13.4 | .463 | .355 | .600 | 5.1 | 1.0 | .5  | .8  | 5.6  |
| 2019–20  | CLE    | 29  | 2   | 14.2 | .508 | .194 | .515 | 3.9 | 1.5 | .6  | 1.1 | 5.0  |
| 2019–20  | DET    | 11  | 6   | 17.1 | .667 | .400 | .462 | 4.4 | 1.0 | .7  | .9  | 6.9  |
| Career   | Career | 445 | 160 | 19.7 | .540 | .250 | .568 | 5.3 | 1.1 | .5  | 1.4 | 7.6  |